# نووو سلو (لوزنیتسا)
نووو سلو (به صربی: Novo Selo) یک منطقهٔ مسکونی در صربستان است که در لوزنیسا واقع شده‌است. نووو سلو ۱٬۴۰۴ نفر جمعیت دارد.